# عاصم إقبال
عاصم إقبال (16 يوليو 1977 في باكستان - ) هو لاعب كريكت باكستاني.

## وصلات خارجية
- عاصم إقبال على موقع إي آس بي آن كريك إنفو (الإنجليزية)